# Ludi scaenici

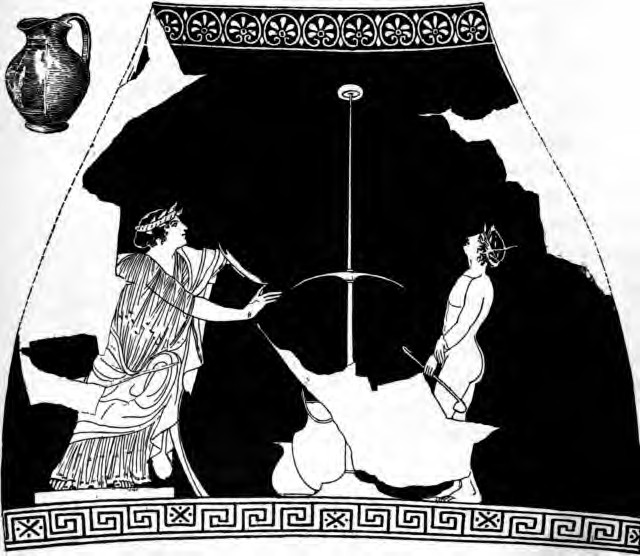
Le kottabos dressé au centre.

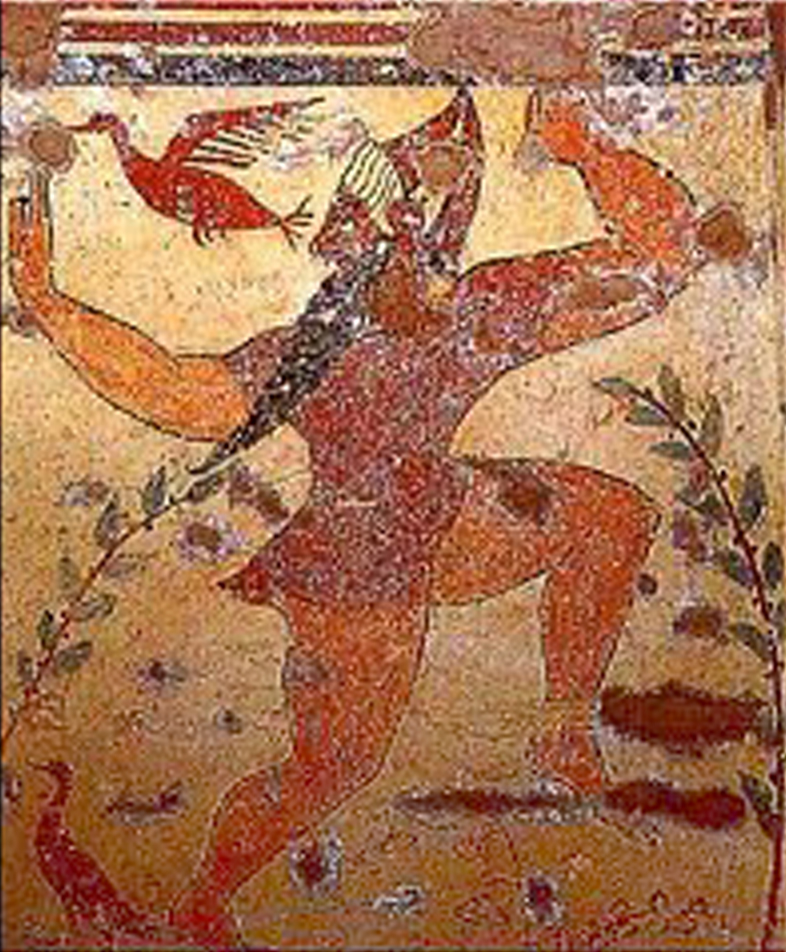
Le Phersu, Tombe des Augures, Nécropole de Monterozzi, Tarquinia.

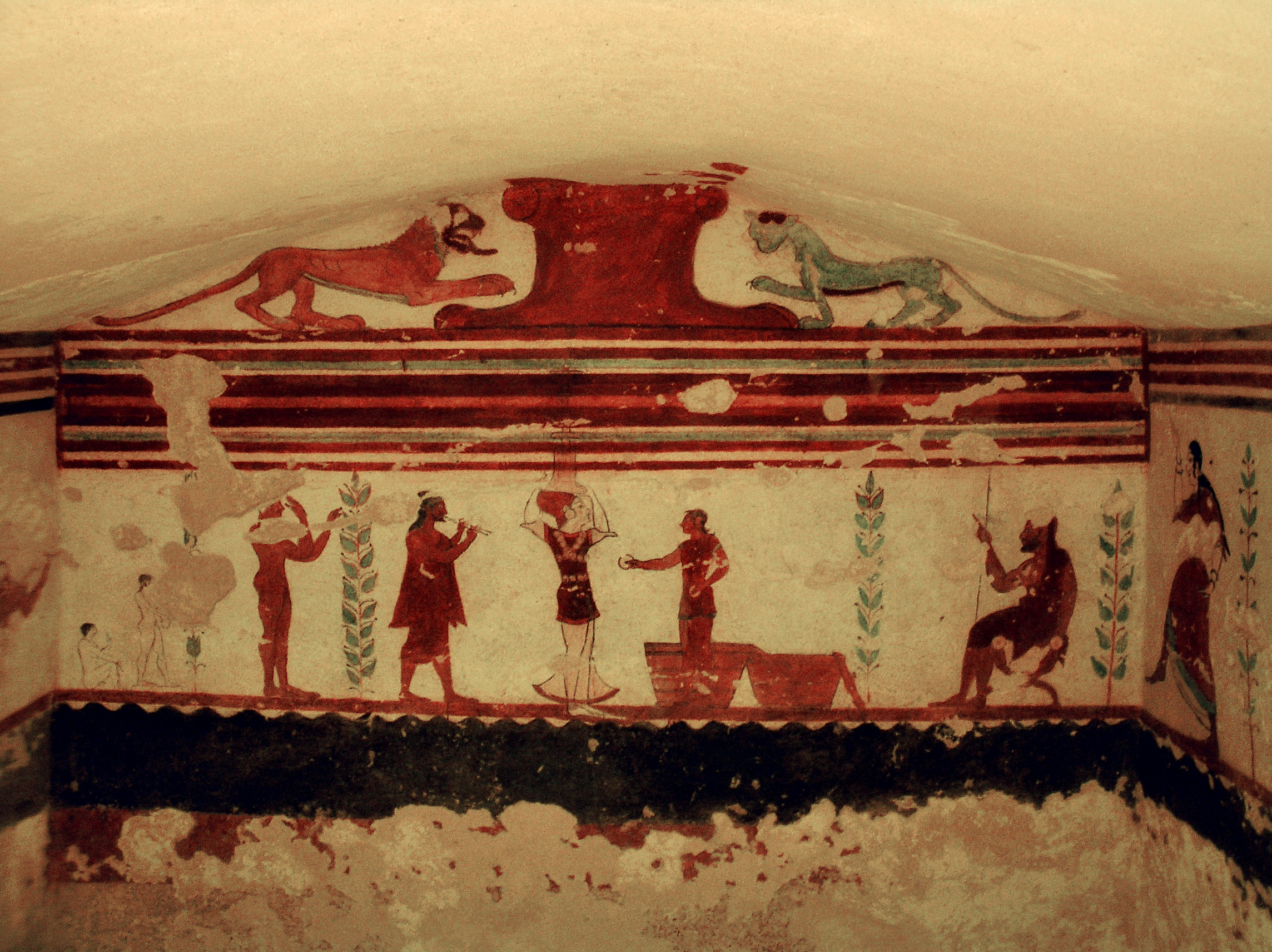
Tombe des Jongleurs, Nécropole de Monterozzi.

Les ludi scaenici étaient les jeux pratiqués par les Étrusques souvent inspirés des pratiques attiques ou grecques, et repris ensuite par les Romains. Comme pour nombre de leurs pratiques, les seules traces sont les représentations sur les fresques de leurs tombes. 

## Description
Les ludi scaenici faisaient partie des ludi,  jeux organisés dans le cadre de la confédération étrusque des douze cités (dodécapole) qui, lors de ces manifestations religieuses et spectaculaires, retrouvait son unité. 
Les fresques des tombes étrusques représentent des scènes où la musique occupe une place primordiale ainsi que les jeux funéraires qui nous sont connus  (Nécropole de Monterozzi).
Ils pouvaient aussi être des jeux sacrés funéraires en l'honneur des défunts ou des rituels en faveur des dieux afin de solliciter des faveurs ou d'apaiser leur colère.
Les ludi scaenici sont des jeux de scènes à vocations rituelle et votive : théâtre, musique, mime 
spectacles de danse ou de ballet (dont le jeu du ludion), spectacles de danse ou de ballet (dont le jeu de l'histrion), dont Varron nous informe d'un auteur de tragédies étrusques nommé Volnius,  seront repris également par les Romains plus dans un but à destination théâtrale.
Ils sont funéraires ou sacrés (ludi sacri), lorsqu'ils sont offerts à diverses divinités.
Autres jeux : dés, le kottabos, celui de la balle (episkyros ou harpastum) et jeu de Phersu.
Les danses étrusques : danse armée (« Troia »), danses funéraires, « danses sautées », danses à caractère dionysiaque.

## Représentation artistique
- Fresques :
  - Le Phersu, Tombe des Augures, Monterozzi,
  - Tombe des Jongleurs, Monterozzi.
- Poterie :
  - Le jeu du kottabos, Musée national d'archéologie de l'Ombrie